# Hans Christoph Ernst von Gagern

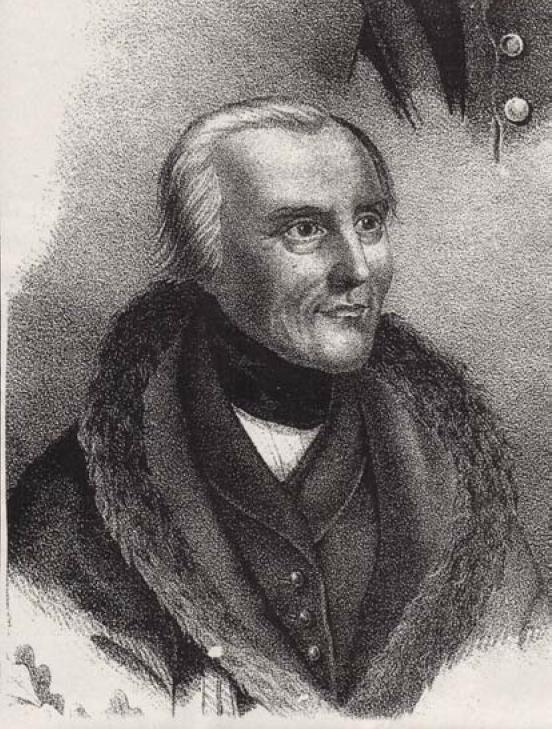
Hans Christoph Ernst von Gagern

Hans Christoph Ernst von Gagern (ur. 25 stycznia 1766 w Kleinniederheim, zm. 22 października 1852 w Hornau) – baron, niemiecki publicysta i polityk.
Od 1787 r. służył dynastii nassausko-weilburskiej. W 1814 jako ministrowi stanu powierzono mu administrację księstw orańskich. Jako minister domu orańskiego, pracował nad przyłączeniem Belgii do Holandii. Był posłem holenderskim na kongres wiedeński (1814–1815) i w 1818 posłem luksemburskim na Sejm Rzeszy przy radzie związkowej we Frankfurcie. W 1848 usunął się z życia publicznego. Wydał dzieła: „Die Nationalgeschichte Der Deutschen” i „Meine Anteil na der Politik” (1823–1844, 5 tomów).
Miał trzech synów: Friedricha, Heinricha i Maximiliana.